# داتشيون

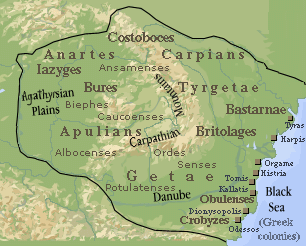
شعوب قديمة

الداتشيون (باليونانية: Δάκοι، Δάκαι ، Δάοι )، هم شعوب قديمة من أصول هندية أوروبية استوطنوا المنطقة الثقافية المسماة داتشيا الواقعة في المنطقة القريبة من جبال الكاربات وغرب البحر الأسود. غالبًا ما يُعتبرون مجموعة فرعية من التراقيين. تشمل هذه المنطقة بشكل أساسي البلدان الحالية رومانيا ومولدوفا بالإضافة إلى أجزاء من أوكرانيا وشرق صربيا وشمال بلغاريا وسلوفاكيا  والمجر وجنوب بولندا. يتحدث الداتشيون اللغة الداتشية والتي ترتبط مع اللغة التراقيّة في المنطقة المجاورة وقد تكون فرعا منها. تأثر الداتشيون ثقافيًا إلى حد ما بالسكوثيون المجاورين والغزاة السلتيك في القرن الرابع قبل الميلاد.